# Pacifische zee-engel
De Pacifische zee-engel (Squatina californica) is een vis uit de familie van zee-engelen (Squatinidae) en behoort tot de superorde van de haaien. Deze haai kan een lengte bereiken van 152 centimeter. De hoogst geregistreerde leeftijd is 35 jaar. 

## Leefomgeving
De Pacifische zee-engel is een zoutwatervis. De vis leeft hoofdzakelijk in de Grote Oceaan op het continentaal plat van Noord- en Zuid-Amerika (zie kaartje). De diepteverspreiding is 3 tot 205 meter onder het wateroppervlak.

## Relatie tot de mens
De Pacifische zee-engel is voor de visserij van aanzienlijk commercieel belang. De vis wordt beschouwd als een overbeviste soort. Dankzij het verbod op kieuwnetvisserij in de kustwateren van Zuid Californië geniet de pacifische zee-engel een zekere bescherming. Deze haai is net als de andere bodembewonende zee-engelen uiterst gevoelig voor intensieve visserij met bodemsleepnetten, en staat als zodanig op de Rode Lijst van de IUCN.

## Voetnoot
1. 1 2  (en) Pacifische zee-engel op de IUCN Red List of Threatened Species.